# お前、タヌキにならねーか?
『お前、タヌキにならねーか?』（おまえ タヌキにならねーか）は、奈川トモによる日本の漫画作品。Twitterで「タヌキシリーズ」として連載後、『comic POOL』（一迅社）にて、2021年4月28日より連載中。通称は「おまタヌ」。2024年8月時点で電子書籍を含む累計部数が40万部を突破している。

## 作品概要
化け狸のこがね丸が、人間を化け狸に変身させる能力を活かし、悩みを持つ現代人らをタヌキにスカウトする物語。
掲載誌上では「がんばりすぎてるあなたの心に寄り添うハートフルタヌキストーリー」と表現されている。

## 登場キャラクター

### タヌキ
こがね丸
人間を化け狸に変える（作中では『化える』と表記される）能力を持った化け狸。どんぶり山でタヌキとしての生活を営みつつ、人間に擬態して薬草を文福薬湯堂に卸して生計を立てている。彼にタヌキに変えられた者は、悩みが解決すると人間に戻る。
銀杏丸
どんぶり山のタヌキたちのまとめ役。皆からは「長老」と呼ばれることが多く、本名は5巻まで登場しない。「キンタマ踊り」なる宴会芸をよく披露する。
小豆丸
銀杏丸の孫。所謂「中二病」のステレオタイプのような言動を取り、自らを「都会の闇に紛れ人の姿を借り、この世界を陰から動かす闇の獣AZ」と名乗る。金欠に悩む場面が多い。
タヌキチ
こがね丸の友人。人間に擬態して「田沼小吉」を名乗り、人間社会に溶け込んで生活している。人間の女性であるリクと内縁関係にある。
リン
こがね丸の友人。人間に擬態し、文福薬湯堂で働いている。幼い頃に和人に助けられ、以来彼に恋愛感情を抱いている。
栗之助
こがね丸の友人。化け狸でありながら変化能力を持たない。

### キツネ
雨紺
動画配信者「コンちゃん」として知られる化け狐。正体を明かしているが、視聴者らからは単なる設定とみなされており、姿もコンピューターグラフィックスと認識されている。人間に擬態することも可能だが、尾を隠せないなど不完全なものである。
朱陽
雨紺の姉。人間社会の裏社会で工作員として活躍しており、狐面を思わせる戦闘形態から「キツネの掃除屋」と呼ばれている。

### 貂の一族
妖
明治維新以前の日本で猛威を振るっていた強力な貂。現在は貂烟山に封印されているが、藤万にこがね丸を殺害するよう吹聴するなど、水面下で暗躍している。
藤万
妖を封印する祠守りに選ばれた貂。自由を得るためにこがね丸らと対立する。
一識、九世
藤万の側近。
岩十
貂の一族の有力者。

### 人間
野々原雪
自殺志願者であったが、こがね丸との出会いを機に思い留まった。人間でありながら、こがね丸から化け術の訓練を受け、こがね丸が妖力を込めた木の葉を用いて半自力で化けることができる。
リク
田沼小吉（タヌキチ）の内縁の妻。
文福薬湯堂のおばあちゃん
文福薬湯堂の店主。若い頃に「黄金色の髪をした化け狸」に助けられた過去を持ち、現在もリンをはじめとした化け狸たちと交流している。
和一
文福薬湯堂おばあちゃんの孫。
緑雲
柿葉寺（通称『タヌキ寺』）の住職。こがね丸の過去を知る唯一の人間である。
紫雲
貂の妖を封印したという僧侶。

### その他妖怪
土竜
モグラの妖怪。普段は若い男性に擬態しているが、実際には非常な高齢であり、貂の妖とは旧知である。

## 設定

### 変化の術
作中に登場する超常的な術の総称。主として妖怪が使用するが、野々原雪のように（こがね丸の介助を受けつつも）人間でありながら使える者や、栗之介のように化け狸でありながら一切使えない者もいる。変化能力が高いほど老化が緩やかであり、逆に変化能力が低いほど老化が早い。作中の登場人物として、他者を変化させられる者はこがね丸のみであり、変化の術をかけられた者には術者の匂いが移る。
作中に登場している変化の術は以下の通りである。
- 人間や器物に擬態する
- 幻覚を見せる
- 傀儡を作り出して使役する（藤万）
- 攻撃を受けた瞬間に木の葉と入れ替わる（こがね丸）
- 人間をタヌキに変える（こがね丸）

### 貂の一族
変化の術を使うイタチの総称。身分制度が布かれ、かつての戦いで紫雲に与した者の末裔が実質的に支配しており、妖に与したものの末裔は「下賤」と呼ばれ、奴隷に近い待遇を受けている。また、一族の中で特に強力な力を持つ者は「祠守り」に任命され、生涯を妖の見張りに捧げることが強いられる。

## 制作
2018年に読み切りを制作しようとプロットを考えていたところ、「小学生の頃にタヌキを学校で保護していたことがあり、タヌキを題材にしたものを描いてみたい」と思い、本作を考えついた。面白味が伝わらないプロットであったため当時はボツとなったものの、2020年に「コロナ禍でみんな不安に苛まれていたことが重なった」ことと、奈川がスランプに陥ったことを機に軽い気持ちで漫画として本作を描いたことから、連載化にいたっている。執筆において、奈川は「励まそうとして価値観を押し付けない、説教臭くならないように」配慮している。ストーリーは「一番に読後感を決めてから必要な展開を逆算していく」ように制作している。
動物の生態を実際に調べた上で描くことにこだわっている。本作では現実のタヌキの常識に気をつけているが、あくまでフィクションであるため多少デフォルメを加えて「漫画的に仕上げるように」描いている。
単行本描き下ろしのエピソードには、コマ枠の外にタヌキの足跡が描かれている。

## 評価
2021年に「次にくるマンガ大賞 2021」にノミネートされる。2022年6月、「第6回 みんなが選ぶTSUTAYAコミック大賞」にて7位を獲得。2023年8月には「次にくるマンガ大賞 2023」Webマンガ部門にて5位、2024年1月には「WEBマンガ総選挙2023」にて6位に選出されている。

## 反響
2020年にTwitterで「死のうとしたらタヌキにスカウトされたOLさん」を公開した際には、読者から「尊い」、「優しい話」、「現代社会の闇を感じる」、「私もタヌキにスカウトされたい」といった反響があった。
Twitterで第1話を「迷子の少女と長老タヌキ」として発表した際には、5万いいねの反響を得ている。この第1話は「遺された人と亡くなった人を繋ぐようなイメージ」で制作されている。
2023年にTwitterで「上京してきたお母さんと化けタヌキ」や「タヌキに化けた娘とその母」の前後編の話を公開した際には読者からコメントがあり、前編に2.2万いいねと2500件のリツイート、後編に2.6万いいねと2900件のリツイートが寄せられるほどであった。

## 書誌情報
- 奈川トモ『お前、タヌキにならねーか?』一迅社〈comic POOL〉、既刊8巻（2025年3月25日現在）
  1. 2021年5月1日発売[16]、ISBN 978-4-7580-2232-3
  2. 2021年11月25日発売[17]、ISBN 978-4-7580-2304-7
  3. 2022年5月25日発売[18]、ISBN 978-4-7580-2405-1
  4. 2022年12月26日発売[19]、ISBN 978-4-7580-2470-9
  5. 2023年7月25日発売[20]、ISBN 978-4-7580-2551-5
  6. 2024年3月26日発売[21]、ISBN 978-4-7580-2654-3
  7. 2024年8月26日発売[5]、ISBN 978-4-7580-2754-0
  8. 2025年3月25日発売[22]、ISBN 978-4-7580-2875-2